# Mandelriska
Mandelriska (Lactarius volemus) är en svampart som först beskrevs av Elias Fries, och fick sitt nu gällande namn av Elias Fries 1838. Mandelriska ingår i släktet riskor,  och familjen kremlor och riskor.  Artens status i Sverige är reproducerande. Inga underarter finns listade. Mandelriskan är rödlistad i Danmark. Den är en god matsvamp med smak och doft av skaldjur. Mandelriska växer i näringsrik skog med både ek och gran.  Vissa år är det mycket gott om den inom dess utbredningsområde upp till Norrlandsgränsen vid Dalälven. Den går går också upp i Dalarna-Hälsingland.  

## Externa länkar

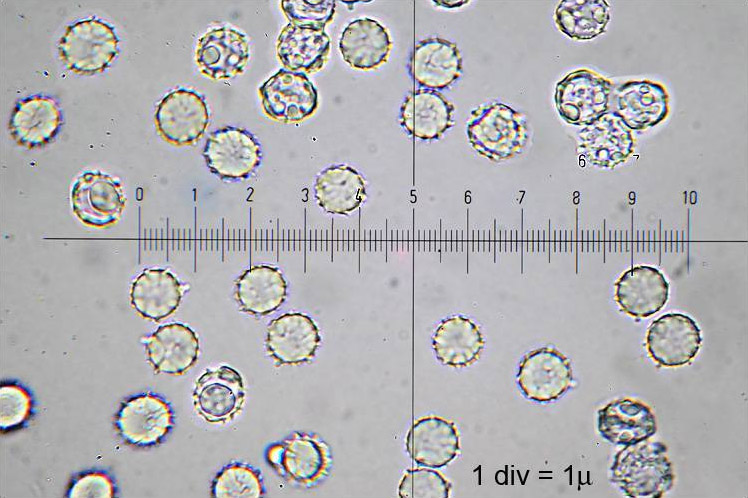
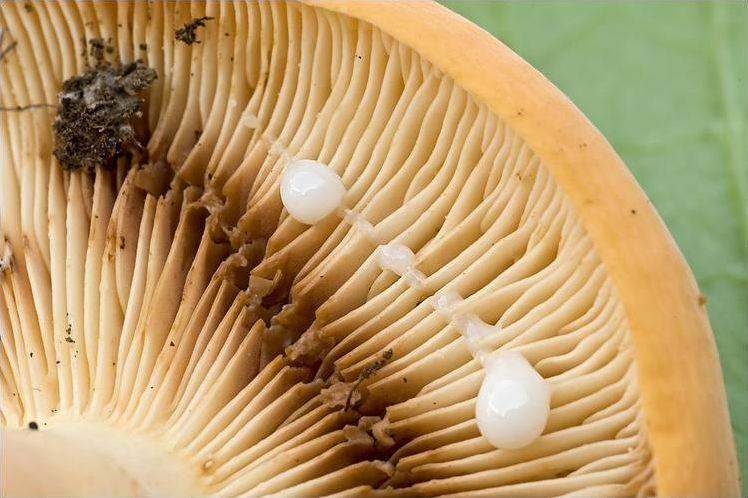
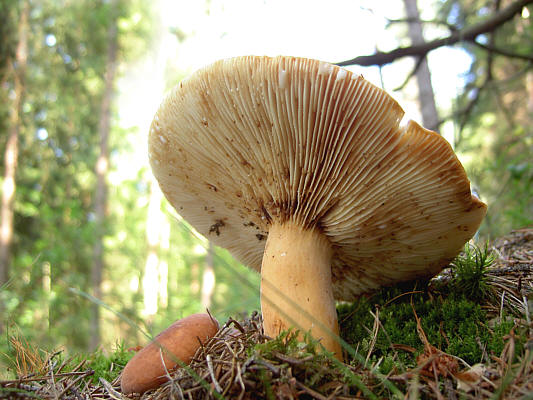
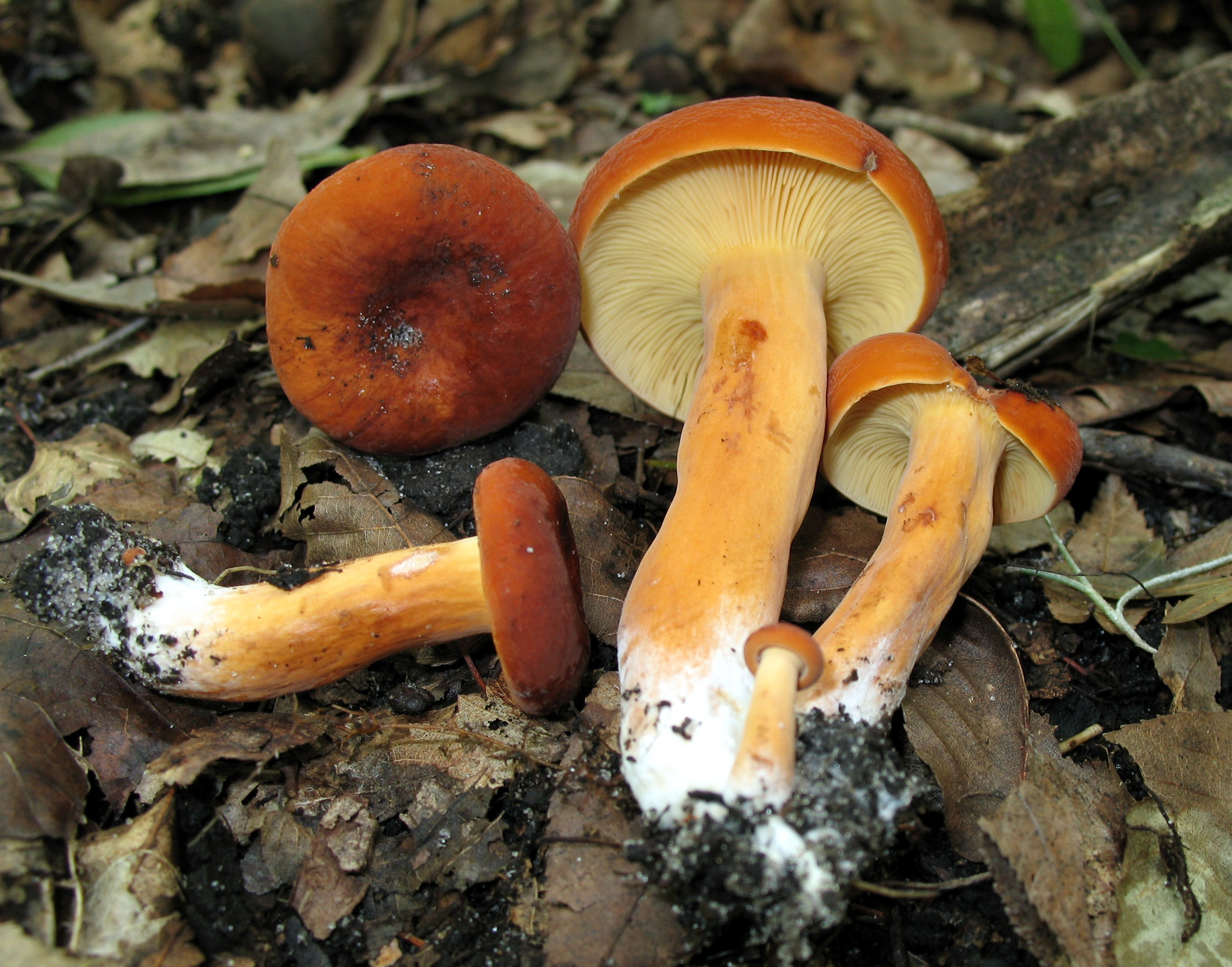
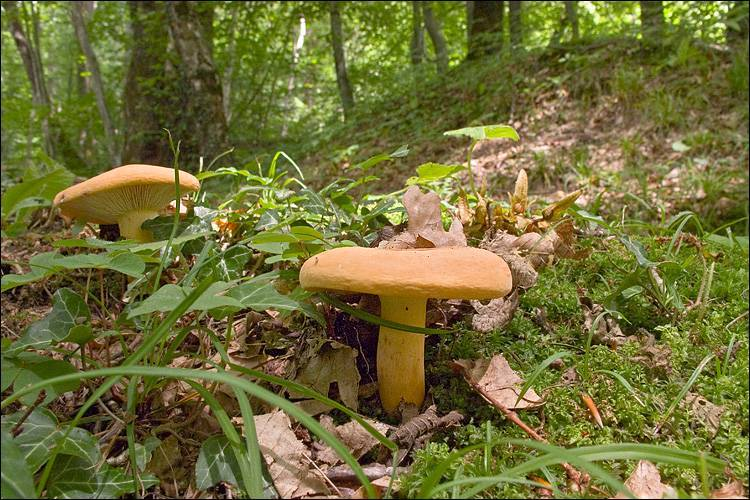
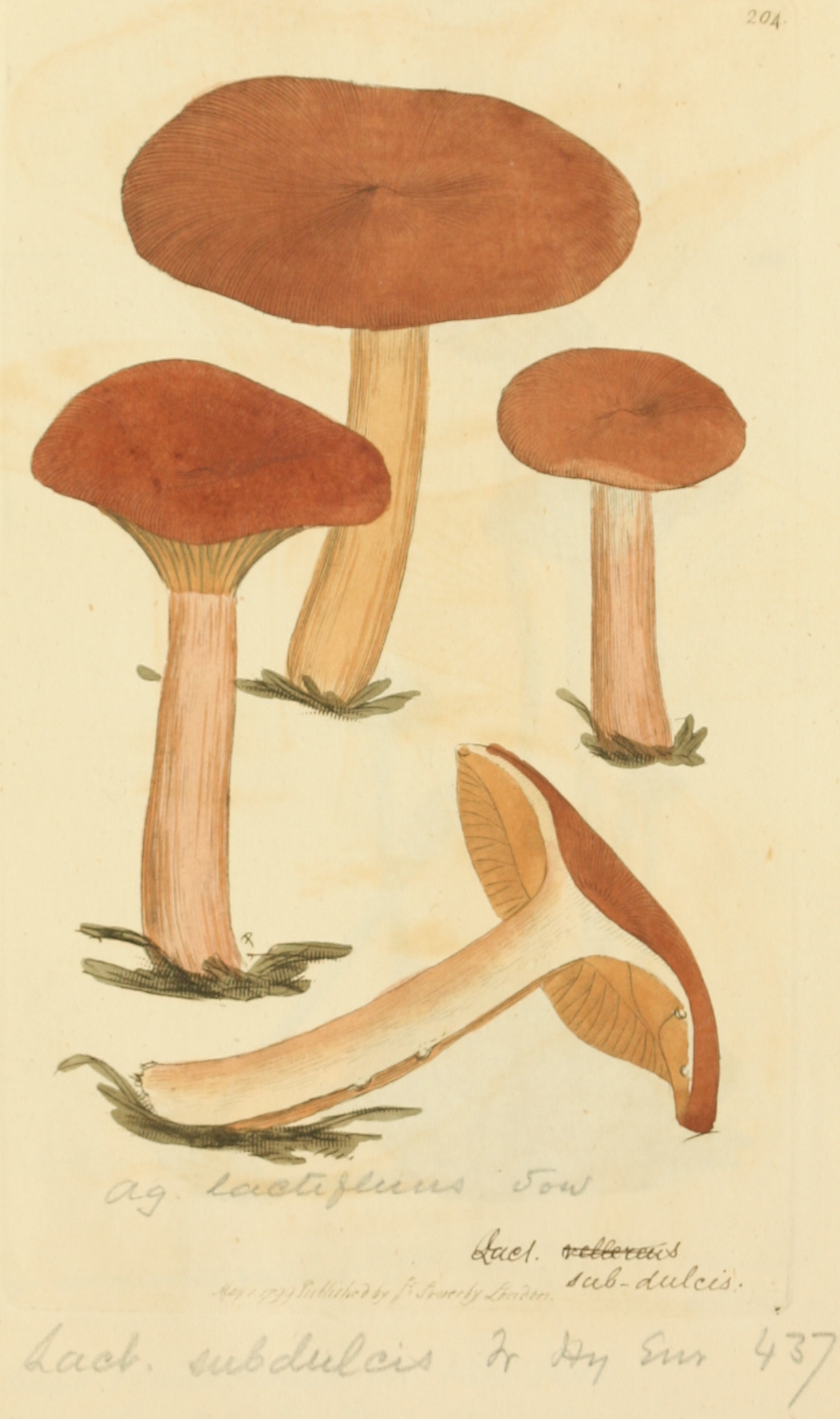
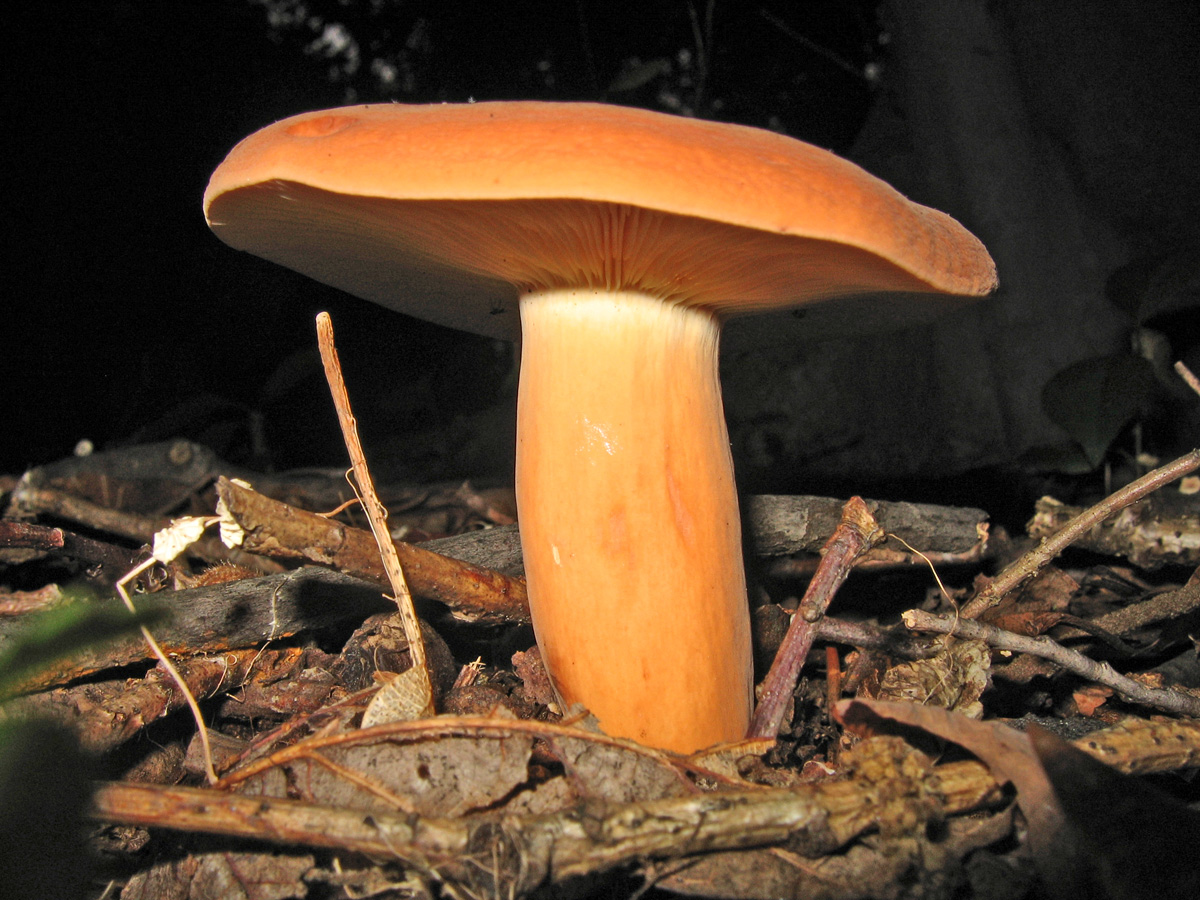
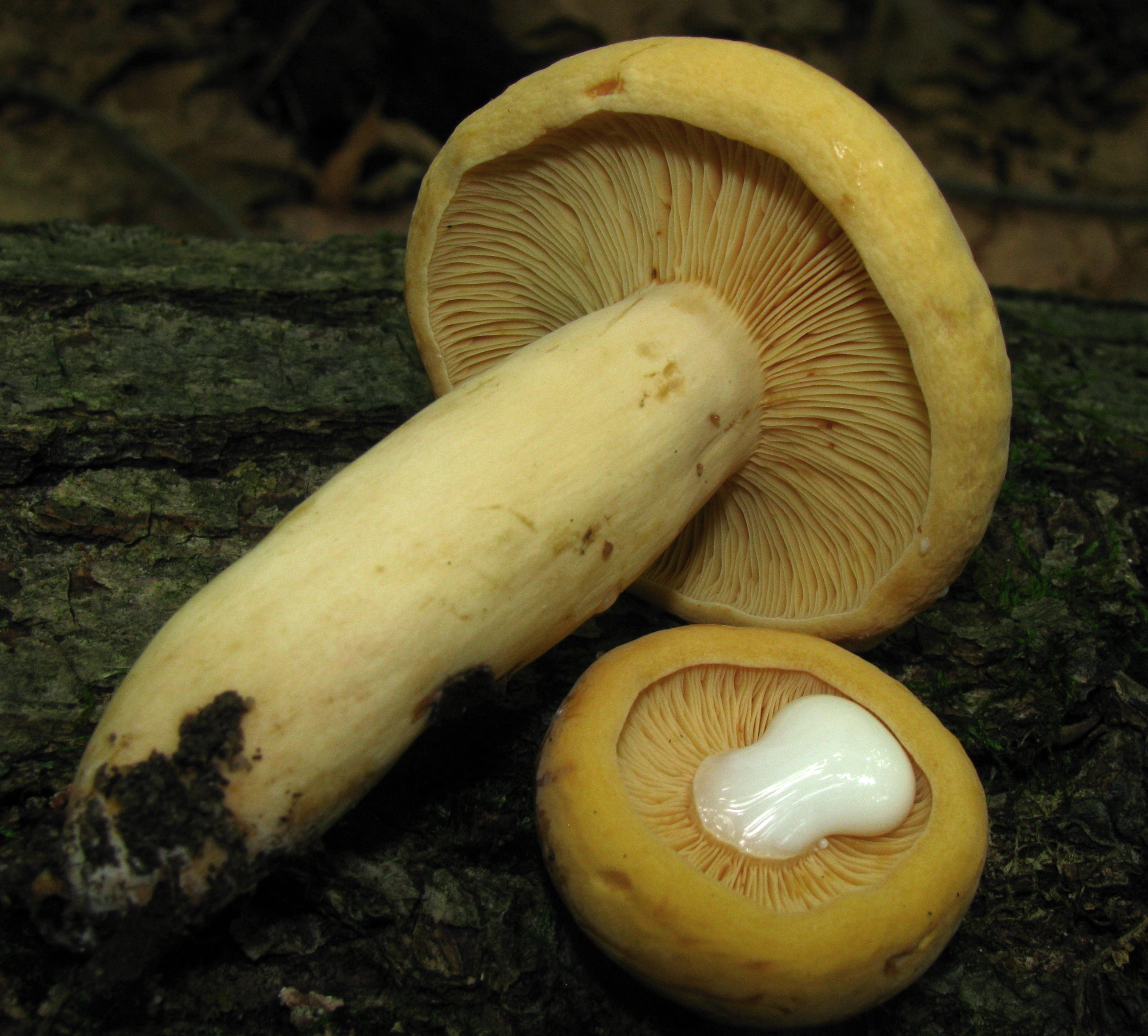